# أوميغا فورس
أوميغا فورس (بالإنجليزية: Omega Force) وترمز (ω-Force)، هي شركة تابعة لشركة كوي تيكمو، متخصصة في تطوير ألعاب الفيديو، وخاصة ألعاب تقطيع وذبح، أسست عام 1996م في أشيكاغا، اليابان على يد منتج سلسلة داينستي واريورز، أكيهيرو سوزوكي، والسيد كينيتشي أوغاساوارا. من ألعابها، سلاسل داينستي واريورز، التي باعت أكثر من 21 نسخة عالمية، وأيضا ساموراي واريورز، وواريورز أوروتشي، والألعاب المتعلقة بالأنمي مثل ألعاب ون بيس (المرخصة من بانداي نامكو إنترتينمنت)، وقبضة نجم الشمال، وهجوم العمالقة.    

## تاريخ
تأسست الشركة عام 1996 كرابع أقسام شركة كويي، وكانت لعبة داينستي واريورز، التي صدرت عام 1997 كلعبة قتال ثلاثية الأبعاد، أول مشروع تقوم به هذه الشركة. كان من المقرر تسمية الشركة في الأصل باسم الحرف Z، لكن هذه الفكرة لم تتحقق أبدًا لأن الحرف Z يمكن أن يكون له معاني مختلفة خارج ثقافة اليابان. لرغبتهم في الاحتفاظ بالحرف الأخير من الأبجدية، اختاروا أوميغا من الأبجدية اليونانية. ومع ذلك، نظرًا لمخاوف حقوق الطبع والنشر مع شركة تصنيع الساعات السويسرية أوميجا اس ايه، تمت إضافة كلمة فورس (Force) وهي كلمة متجانسة يابانية تعني "الرابع" - مما يمثل أنهم قسم الأعمال الرابع. كانت الشركة تابعة لشركة كويي، قبل أن تندمج الأخيرة مع منافستها تيكمو، لتكوين كوي تيكمو. تعاونهم الثالث مع شركة نينتندو، أثمر عن لعبة هايرول واريورز: إيج أوف كالاميتي الصادرة في 2020، مما جعلها أكثر ألعاب الواريورز والشركة المطورة لها مبيعا. عملت الشركة أيضا بالشراكة مع شركة إلكترونيك آرتس، في لعبة وايلد هارتس التي تم الإعلان عنها عام 2022، وصدرت في 17 فبراير 2023.

## ما هي كلمة موسو المستعملة في سلاسل ألعاب تقطيع وذبح؟
موسو (無双) باللغة اليابانية، تعني الغير متنافس، كما تكتب هذه التسمية في النسخ اليابانية من كل ألعاب الواريورز، أما كلمة الواريورز (Warriors) المشهورة في النسخ العالمية من كل ألعاب الواريورز، لا تزال مشهورة حتى يومنا هذا. مثلا سلسلة داينستي واريورز، التي تركز على حقبة الممالك الثلاث في الصين القديمة، تسميتها في اليابان بشين سانغوكوموسو (真・三國無双) بمعنى الممالك الثلاثة الحقيقية الغير متماثلة منذ الإصدار الثاني العالمي تحت إسم سلسلة داينستي واريورز، ويذكر بأن هذه اللعبة، كانت أول لعبة تقطيع وذبح أو الدفعة الأولى من هذه السلسلة تنزل في اليابان، حيث كانت اللعبة الأولى لعبة قتال. في عام 2004، صدرت نظيرتها سلسلة ساموراي واريورز، والتي تركز على حروب فترة سينغوكو في اليابان القديمة. في عام 2007، صدرت سلسلة ألعاب متقاطعة بين السلسلتين، واريورز أوروتشي التي استمدت شخصياتها من أساطير صينية، وأساطير يابانية، وشخصيات من رحلة إلى الغرب. أحدث إصدارات واريورز أوروتشي، كان الجزء الرابع، الذي أخذت شخصياته من أساطير الإغريق، وشخصيتان من أساطير إسكندنافية. في عام 2017، وبمناسبة عشرين عام على تأسيس الشركة، صدرت لعبة واريورز أول ستارز، التي جمعت شخصيات السلسلتين المذكورتين (داينستي واريورز، وساموراي واريورز) مع شخصيات شركة كوي تيكمو.